# Stockholmská městská knihovna

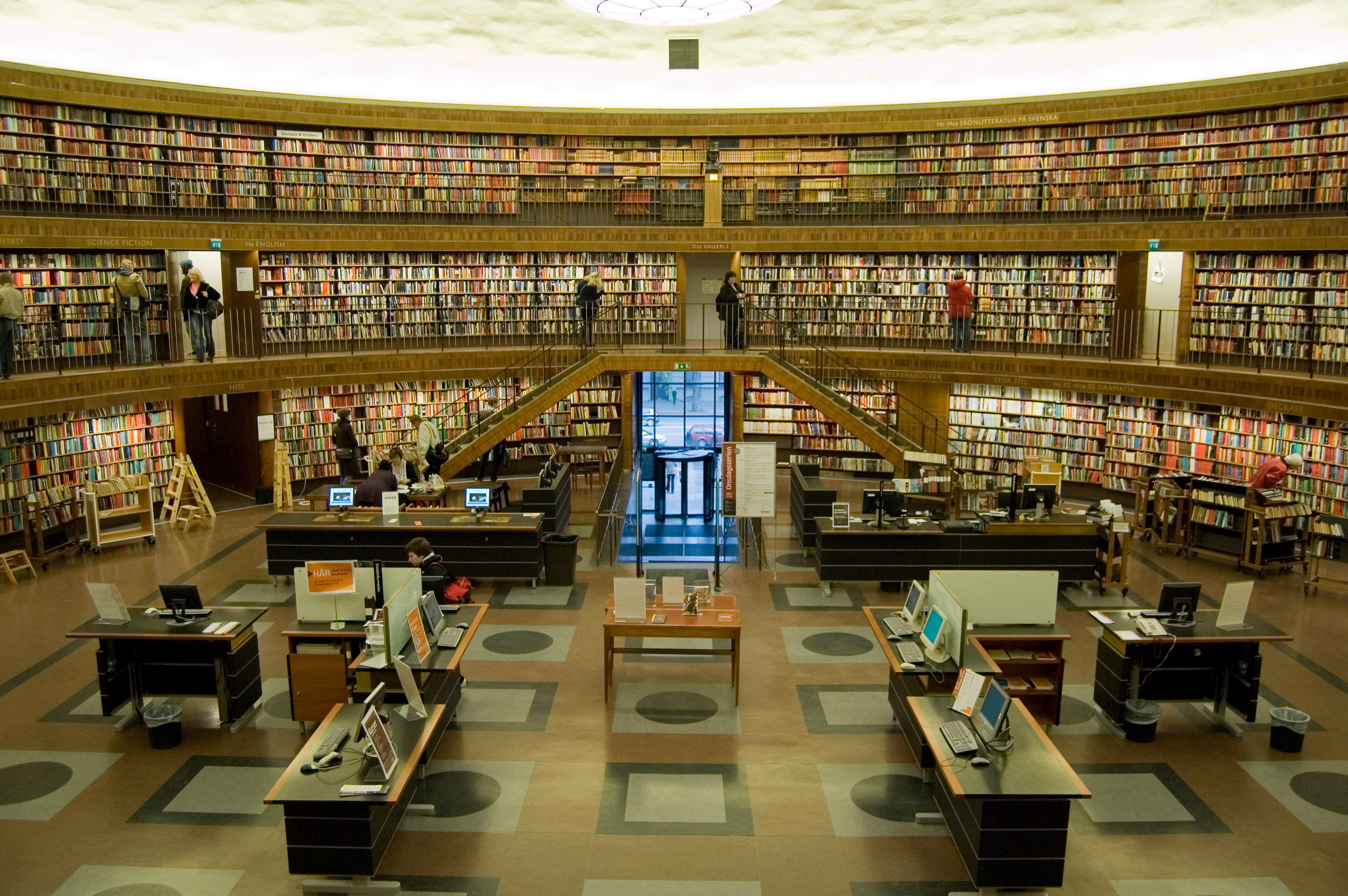
Interiér

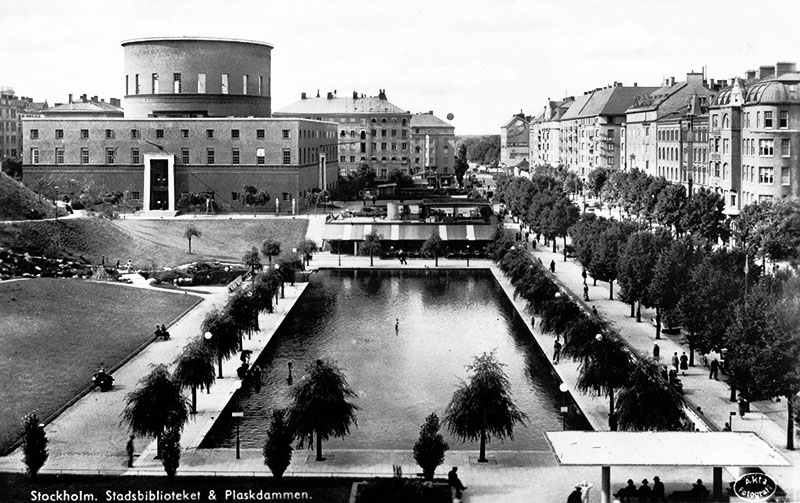
Historický pohled

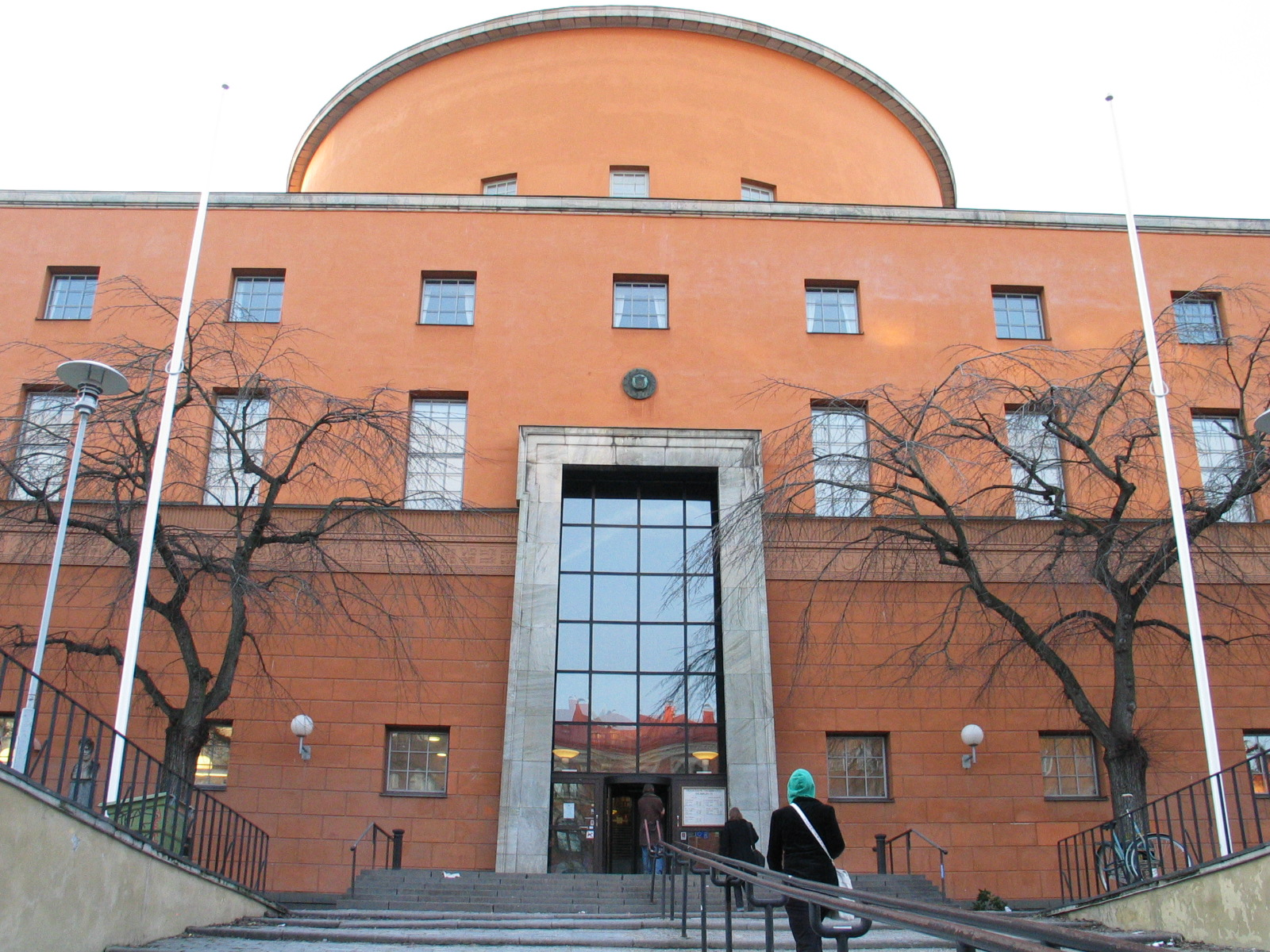
Hlavní vstup do knihovny

Stockholmská městská knihovna (švédsky Stockholms stadsbibliotek) je městská knihovna v Stockholmu. Je částí rozvíjeného prostoru parku Observatorielunden kolem kopce Observatoriekullen a v době své výstavby byla přirozeným způsobem připojena ke stávajícím univerzitním institucím. Dary přijaté na stavbu umožnily postavit větší objekt, než bylo původně v plánu.
Tvůrcem této největší městské knihovny ve Švédsku byl Erik Gunnar Asplund. Tak jako velké množství jeho projektů, tak i Městská knihovna ve Stockholmu (1920-–1928) prošla mnoha modifikacemi během fáze navrhování, ale i během realizace. Na rozdíl od většiny jeho projektů mu tato zakázka byla přidělena bez předchozí architektonické soutěže. A pravé z tohoto důvodu měl Asplund určitou volnost při jejím návrhu, což se projevilo samozřejmě i ve výsledné podobě díla.
Architektura Asplundovy knihovny obsazuje jedinečnou pozici v jeho celoživotní tvorbě. Je to jeho poslední a nejdůležitější dílo, které bylo postaveno před jeho náhlou konverzí k funkcionalismu koncem dvacátých let 20. století. Je to také jeho nejpřísnější návrh, jehož kompozice je symetrická – zvláště neobvyklý rys v Asplundově tvorbě.
Ještě před tvorbou samotného návrhu dostali Asplund spolu s hlavním knihovníkem peníze na studijní cestu do Spojených států amerických k prohlídce tamějších knihoven.
Po návratu se Asplund vyjádřil takto: „Knihovny jsou místem setkání mezi lidmi a knihami. A proto, výsledný návrh to musí favorizovat, aby lidé mohli sáhnout po knihách a knihy po lidech. Zprostředkovateli těchto setkání by měl být personál knihovny. Tím dostáváme tři hlavní komponenty: knihy, veřejnost a personál.“
Jeho analýzy půdorysných řešení byly dříve pedagogické. Pro jejich řešení citoval několik nejdůležitějších pravidel, která byla stanovena Americkou knihovnickou asociací. A sice:
- Každá knihovnická budova by měla být navržena v souladu s činnostmi, které se v ní budou konat a společností, které bude sloužit
- Vnitřní uspořádání musí být navrženo předtím než se bude koncipovat exteriér
- Půdorysné řešení musí umožňovat jeho případné pozdější rozšíření
- Knihovna musí být pečlivě navržena i pro ekonomickou administrativu
- Veřejné prostory musí být koncipovány tak, abychom dosáhli co nejmenší počtu dohlížejícího personálu
- Vnitřní prostory musí mít dostatek přirozeného osvětlení ve všech částech budovy

V prvotní fázi koncepce prošel postupně šesti kompozičními půdorysných typy: obdélník, tvar T, L, větší prostor zahrnující centrální dvůr, řecký kříž, obdélníkový tvar se dvěma dvory a nakonec obdélníkový prostor se 4 dvory.
Už mezi jeho prvními skicami této knihovny nacházíme známý válcovitý objem, který dodává budově typický charakter i v současnosti, i když v prvotní podobě nebyl až takový dominantní. Zřetelný je vliv manýristů jako Palladio, Ledoux či Bindesbøll. Později Asplund začíná kombinovat válcovitý tvar se zbytkem budovy. Zkoušel možnosti symetrie, asymetrie, jakož i středové či fasádní umístění.
Nakonec v roce 1922 je publikována finální podoba návrhu v klasicistním stylu, který při této stavbě dosahuje svého vrcholu. Jde o centrální prostor knihovny obklopený prostorem čítáren. Kompoziční rozvrh je lehce zjednodušený, barokní hra perspektivy je rozvinutá na zdůraznění dlouhého schodiště v hlavním ceremoniálním vstupu. Ve vestibulu nacházíme dva vstupy, které procházejí masivními postranními stěnami a vedou k informačnímu středisku a k čítárně periodik nacházejících se napravo a k čítárně dětské literatury spolu se šatnou situovanými nalevo. Asplund kladl velký důraz na komunikaci a snadný přístup i do sekundárních prostor jako výstavní hala, učebny pro malé studijní skupiny či auditorium a místnosti pro administrativu.
V případě exteriéru, tak jak i interiéru, došlo během samotné stavby k různým změnám. Mezi lety 1922 a rokem ukončení výstavby 1928 byly nejméně tři návrhy, alternativy na uspořádání fasády. Konečným výsledkem je fasáda, která je zbavena všech ornamentů a má jediný monumentální vstup.
Stockholmská Stadsbiblioteket je součástí sítě Stockholm City Library, kterou tvoří téměř 50 městských knihoven.